# حزب دزدان دریایی
حزب دزدان دریایی نام احزابی سیاسی در کشورهای مختلف است. احزاب دزدان دریایی طرفدار حقوق مدنی، دموکراسی مستقیم و مشارکت در دولت، بازنگری در حق طبع و نشر و حق ثبت اختراع، به اشتراک‌گذاری آزادانهٔ دانش (محتوای باز)، حریم خصوصی اطلاعاتی، شفافیت، آزادی گردش اطلاعات، و بی‌طرفی شبکه‌ها هستند.

## تاریخچه
حزب دزدان دریایی سوئد (Piratpartiet) در ۱ ژانویهٔ ۲۰۰۶ به رهبری ریکارد فالکوینیه تأسیس شد که اولین در نوع خود بود. نام حزب از پیرات‌بیرون (Piratbyrån) مشتق شده‌است که سازمانی مخالف مالکیت فکری است. اعضای پیرات‌بیرون پیشتر پایرت بی، یکی از معروف‌ترین وبگاه‌های اشتراک‌گذاری با استفاده از پروتکل بیت‌تورنت، را بنیان گذاشته بودند. پیرات‌بیرون تأسیس شده بود تا در برابر لابی‌های گروه آنتی‌پیرات‌بیرون (Antipiratbyrån) مقابله کند. رسانه‌ها و شرکت‌های فیلم‌سازی در کمپین‌های حمایت از حق تکثیر از واژهٔ «دزدی دریایی» (pirate) برای اشاره به تکثیر غیرقانونی محصولات استفاده کرده و موجب سوءاشتهار آن واژه شده بودند. به کارگیری این واژه در عنوان حزب به نحوی بازتملک (reappropriation) آن واژه محسوب می‌شد.
احزاب دزدان دریایی در سایر کشورها، چون حزب دزدان دریایی اتریش (تأسیس در ژوئیهٔ ۲۰۰۶) و حزب دزدان دریایی آلمان (تأسیس در سپتامبر ۲۰۰۶)، از هم‌نوع سوئدی خود ملهَم بودند. حزب دزدان دریایی بین‌الملل در اکتبر ۲۰۰۶ به عنوان سازمان مادر (umbrella organization) تأسیس شد. حزب دزدان دریایی سوئد در انتخابات پارلمان اروپا در سال ۲۰۰۹ موفق به کسب ۷٫۱ درصد آرا و دو کرسی شد و بدین ترتیب اولین موفقیت حائز اهمیت یک حزب دزدان دریایی در سطح جهان رقم خورد. حزب دزدان دریایی آلمان توانست ۸٫۹ درصد آرا را در انتخابات ایالتی برلین در سال ۲۰۱۱ به دست آورد. حزب دزدان دریایی جمهوری چک اولین حزب در نوع خود بود که توانست حائز کرسی در پارلمان ملی یک کشور شود. در انتخابات ۲۰۱۲ مجلس سنای آن کشور، لیبور میخالک به عنوان نامزد مشترک حزب دزدان دریایی و حزبی دیگر، به مجلس سنای جمهوری چک راه یافت. اما تاکنون مهم‌ترین موفقیت در سطح ملی را حزب دزدان دریایی ایسلند کسب کرده‌است که در ۲۷ آوریل ۲۰۱۳ توانست ۵٫۱ درصد آرا و در نتیجه سه کرسی از ۶۳ کرسی موجود در آلثینگی را به دست آورد.

## سازمان‌های بین‌المللی

پیشینه مناصب در اتحادیه اروپا
پیشینه مناصب ملی
پیشینه مناصب محلی
ثبت‌شده برای شرکت در انتخابات
ثبت‌شده برای شرکت در انتخابات برخی مناطق
ثبت‌شده ولی غیرفعال
وضعیت نامشخص

### احزاب دزدان دریایی بین‌الملل
بین‌الملل احزاب دزدان دریایی مادر احزاب دزدان دریایی ملی است و از همان سال ۲۰۰۶ وجود داشته‌است. این حزب از اکتبر ۲۰۰۹ به سازمانی مردم‌نهاد مستقر در بروکسل تغییر وضعیت داد. تأسیس رسمی سازمان به گردهمایی ۱۶ تا ۱۷ آوریل ۲۰۱۰ در بروکسل برمی‌گردد که اساسنامهٔ سازمان توسط ۲۲ حزب ملی دزدان دریایی پذیرفته شد.
بنیاد احزاب دزدان دریایی بین‌الملل به تأسیس احزاب دزدان دریایی در سرتاسر جهان یاری می‌رساند. همچنین فوروم و میلینگ‌لیست‌هایی را برای ارتباط بین احزاب ملی مدیریت می‌کند.

### حزب دزدان دریایی اروپا
حزب دزدان دریایی اروپا حزبی سیاسی در اروپاست که سپتامبر ۲۰۱۳ تأسیس شد و متشکل از چندین حزب دزدان دریایی در کشورهای اروپایی است.

### دزدان دریایی بدون مرز
دزدان دریایی بدون مرز انجمنی بین‌المللی از دزدان دریایی است. برخلاف احزاب دزدان دریایی بین‌الملل که تنها احزاب سیاسی را به عضویت اصلی و سازمان‌ها را به عضویت ناظر می‌پذیرد، دزدان دریایی بین‌الملل افراد عادی را نیز به عضویت می‌پذیرد. آنان خود را در هیئت سکویی برای اجرای پروژه‌های بین‌المللی می‌بینند و می‌کوشند تا آثار توافق‌نامه‌های چندملیتی تجاری را بر مردم جهان نمایان و آزادی و دموکراسی را ترویج کنند. دزدان دریایی بدون مرز از کمیته‌ای مستقل برای هماهنگی احزاب دزدان دریایی در کشورهای آلمانی‌زبان، موسوم به DACHLuke نشأت گرفته‌است.
دزدان دریایی بدون مرز از زمان گردهمایی احزاب دزدان دریایی بین‌الملل در ۱۲ و ۱۳ مارس ۲۰۱۱ به عضویت ناظر آن سمن پذیرفته شد.

### حزب دزدان دریایی فرانسه‌زبانان
احزاب دزدان دریایی فرانسه‌زبان در قالب حزب دزدان دریایی فرانسه‌زبانان سازماندهی می‌شوند. احزاب دزدان دریایی بلژیک، ساحل عاج، فرانسه، کانادا، و سوئیس در آن عضویت دارند.
حزب دزدان دریایی ایران
حزب دزدان دریایی ایران (Persian Pirate Party) در سال 2022 در کالیفرنیا آمریکا توسط آقای س.نوری تاسیس شد و اعضای آن در فضای برنامه کلاب هاوس به بحث و تبادل نظر میپردازند. این حزب با اندیشه پیشرفت و ارتقاي سطح اندیشه و ایجاد گزینه ای مدرن همگام با دنیای امروز تاسیس شده و بدور از وابستگی های سیاسی فعلی در دیاسپورای ایرانی میباشد. 

## انتخابات اتحادیه اروپا

### ۲۰۰۹
| کشور  | تاریخ       | ٪    | کرسی |
| ----- | ----------- | ---- | ---- |
| سوئد  | ۷ ژوئن ۲۰۰۹ | ۷٫۱۳ | ۲    |
| آلمان | ۷ ژوئن ۲۰۰۹ | ۰٫۹  | ۰    |

### ۲۰۱۳
| کشور    | تاریخ      | ٪    | کرسی |
| ------- | ---------- | ---- | ---- |
| کرواسی* | ۲۰۱۳-۰۴-۱۴ | ۱٫۱۳ | ۰    |

*کرواسی در سال ۲۰۱۳ عضو اتحادیهٔ اروپا شد

### ۲۰۱۴
| کشور       | تاریخ      | ٪    | کرسی |
| ---------- | ---------- | ---- | ---- |
| بریتانیا*  | ۲۰۱۴-۰۵-۲۲ | ۰٫۴۹ | ۰    |
| هلند       | ۲۲ مه ۲۰۱۴ | ۰٫۸۵ | ۰    |
| اتریش**    | ۲۰۱۴-۰۵-۲۵ | ۲٫۱  | ۰    |
| کرواسی     | ۲۵ مه ۲۰۱۴ | ۰٫۳۹ | ۰    |
| جمهوری چک  | ۲۵ مه ۲۰۱۴ | ۴٫۷۸ | ۰    |
| فنلاند     | ۲۵ مه ۲۰۱۴ | ۰٫۷  | ۰    |
| فرانسه     | ۲۵ مه ۲۰۱۴ | ۰٫۳۲ | ۰    |
| آلمان      | ۲۵ مه ۲۰۱۴ | ۱٫۴۵ | ۱    |
| یونان***   | ۲۰۱۴-۰۵-۲۵ | ۰٫۹۰ | ۰    |
| استونی**** | ۲۰۱۴-۰۵-۲۵ | ؟    | ؟    |
| لوکزامبورگ | ۲۵ مه ۲۰۱۴ | ۴٫۲۳ | ۰    |
| لهستان     | ۲۵ مه ۲۰۱۴ | ۰٫۰۲ | ۰    |
| اسلوونی    | ۲۵ مه ۲۰۱۴ | ۲٫۵۸ | ۰    |
| اسپانیا    | ۲۵ مه ۲۰۱۴ | ۰٫۲۴ | ۰    |
| سوئد       | ۲۵ مه ۲۰۱۴ | ۲٫۲۳ | ۰    |

*حزب تنها در حوزهٔ شمال غربی انگلستان شرکت کرد

**متحد با دو حزب دیگر: حزب کمونیست اتریش و در واندل. این اتحاد «اویروپا آندرس» خوانده می‌شود و در لیست‌هایش نام چند نامزد مستقل نیز به چشم می‌خورد

***همراه با سبزهای بوم‌شناسانه

****از نامزدی مستقل حمایت می‌کنند که برنامه‌های دزدان دریایی را حمایت می‌کند

### ۲۰۱۹
| کشور       | تاریخ      | ٪     | کرسی |
| ---------- | ---------- | ----- | ---- |
| جمهوری چک  | ۲۴ مه ۲۰۱۹ | ۱۳٫۹۵ | ۳    |
| فنلاند     | ۲۶ مه ۲۰۱۹ | ۰٫۷   | ۰    |
| فرانسه     | ۲۶ مه ۲۰۱۹ | ۰٫۱۴  | ۰    |
| آلمان      | ۲۶ مه ۲۰۱۹ | ۰٫۷   | ۱    |
| ایتالیا    | ۲۶ مه ۲۰۱۹ | ۰٫۲   | ۰    |
| لوکسامبورگ | ۲۶ مه ۲۰۱۹ | ۷٫۷   | ۰    |
| اسپانیا    | ۲۶ مه ۲۰۱۹ | ۰٫۰۷  | ۰    |
| سوئد       | ۲۶ مه ۲۰۱۹ | ۰٫۶   | ۰    |

## انتخابات ملی
| کشور       | تاریخ            | ٪     | کرسی   |
| ---------- | ---------------- | ----- | ------ |
| سوئد       | ۱۷ سپتامبر ۲۰۰۶  | ۰٫۶۳  | ۰      |
| آلمان      | ۲۷ سپتامبر ۲۰۰۹  | ۱٫۹۵  | ۰      |
| سوئد       | ۱۹ سپتامبر ۲۰۱۰  | ۰٫۶۵  | ۰      |
| بریتانیا   | ۶ مه ۲۰۱۰        | ۰٫۰۰  | ۰      |
| جمهوری چک  | ۲۹–۲۸ مهٔ ۲۰۱۰    | ۰٫۸۱  | ۰      |
| هلند       | ۹ ژوئن ۲۰۱۰      | ۰٫۱۱  | ۰      |
| فنلاند     | ۱۷ آوریل ۲۰۱۱    | ۰٫۵۱  | ۰      |
| کانادا     | ۲ مه ۲۰۱۱        | ۰٫۰۲  | ۰      |
| سوئیس      | ۲۳ اکتبر ۲۰۱۱    | ۰٫۴۸  | ۰      |
| اسپانیا    | ۲۰ نوامبر ۲۰۱۱   | ۰٫۱۴  | ۰      |
| یونان      | ۶ مه ۲۰۱۲        | ۰٫۵۱  | ۰      |
| یونان      | ۱۷ ژوئن ۲۰۱۲     | ۰٫۲۳  | ۰      |
| هلند       | ۱۲ سپتامبر ۲۰۱۲  | ۰٫۳۲  | ۰      |
| اسرائیل    | ۲۲ ژانویه ۲۰۱۳   | ۰٫۰۵  | ۰      |
| ایسلند     | ۲۷ آوریل ۲۰۱۳    | ۵٫۱۰  | ۳      |
| استرالیا   | ۷ سپتامبر ۲۰۱۳   | ۰٫۳۱  | ۰      |
| نروژ       | ۹–۸ سپتامبر ۲۰۱۳ | ۰٫۳۴  | ۰      |
| آلمان      | ۲۲ سپتامبر ۲۰۱۳  | ۲٫۱۹  | ۰      |
| اتریش      | ۲۹ سپتامبر ۲۰۱۳  | ۰٫۷۷  | ۰      |
| لوکزامبورگ | ۲۰ اکتبر ۲۰۱۳    | ۲٫۹۴  | ۰      |
| جمهوری چک  | ۲۶–۲۵ اکتبر ۲۰۱۳ | ۲٫۶۶  | ۰      |
| اسلوونی    | ۱۳ ژوئیه ۲۰۱۴    | ۱٫۳۴  | ۰      |
| سوئد       | ۱۴ سپتامبر ۲۰۱۴  | ۰٫۴۳  | ۰      |
| اسرائیل    | ۱۷ مارس ۲۰۱۵     | ۰٫۰۲  | ۰      |
| فنلاند     | ۱۹ آوریل ۲۰۱۵    | ۰٫۸۵  | ۰      |
| بریتانیا   | ۶ مه ۲۰۱۵        | <۰٫۰۱ | ۰      |
| آلمان      | ۲۴ سپتامبر ۲۰۱۷  | ۰٫۴۰  | ۰      |
| جمهوری چک  | ۲۰–۲۱ اکتبر ۲۰۱۷ | ۱۰٫۷۸ | ۲۲/۲۰۰ |
| ایرلند     | ۲۸ اکتبر ۲۰۱۷    | ۹٫۲۰  | ۶/۶۳   |
| اسلوونی    | ۳ ژوئن ۲۰۱۸      | ۲٫۱۵  | ۰      |
| سوئد       | ۹ سپتامبر ۲۰۱۸   | ۰٫۱۱  | ۰      |
| لوکزامبورگ | ۱۴ اکتبر ۲۰۱۸    | ۶٫۴۵  | ۲/۶۰   |
| اسرائیل    | ۹ آوریل ۲۰۱۹     | ۰٫۰۲  | ۰      |
| فنلاند     | ۱۴ آوریل ۲۰۱۹    | ۰٫۶۲  | ۰      |
| بلژیک      | ۲۶ مه ۲۰۱۹       | ۰٫۱۱  | ۰      |